# Ten Boer
Ten Boer és un municipi de la província de Groningen, al nord dels Països Baixos. L'1 de gener del 2009 tenia 7.431 habitants repartits sobre una superfície de 45,71 km² (dels quals 0,44 km² corresponen a aigua).

## Nuclis de població
Garmerwolde, Lellens, Sint Annen, Ten Post, Thesinge, Winneweer, Wittewierum i Woltersum.

## Administració
El consistori actual, després de les eleccions municipals de 2007, és dirigit pel socialista André van de Nadort. El consistori consta de 13 membres, compost per:
- Partit del Treball, (PvdA) 5 escons
- Crida Demòcrata Cristiana, (CDA) 3 escons
- ChristenUnie, 2 escons
- Algemeen Belang, 2 escons
- Partit Popular per la Llibertat i la Democràcia, (VVD) 1 escó